# 東雲神社
東雲神社（しののめじんじゃ）は、愛媛県松山市にある神社。神紋は星梅鉢。旧社格は県社。江戸時代後期から明治時代初期に流行した藩祖を祀った神社のひとつ。

## 祭神
- 天照皇大神（あまてらすすめおおかみ）
- 豊受大神（とようけのおおかみ）
- 天穂日命（あめのほひのみこと、久松松平家の家祖神）
- 菅原道真（すがわらのみちざね、天満大自在天神、久松松平家の家祖）
- 息長福玉命（おきなかさきたまのみこと、東雲大明神、藩祖松平定勝）
- 奇足玉命（くしたるたまのみこと、伊予松山藩11代藩主、松山藩中興の祖松平定通）
- 真都栄命（まつさきのみこと、伊予松山藩16代藩主、老中松平定昭）
- 稚国玉命（わかくにだまのみこと、藩祖松平定勝の嫡男松平定吉）

## 歴史
- 文政6年（1823年）、松山藩11代藩主松平定通が、藩祖である松平定勝の神霊を祀るため、京都の吉田家に神号授与を要請し、息長福玉命の神号を得て、松山城山揚木戸に仮宮を造営し仮勧請した。
- 文政11年（1828年）、藩祖松平定勝の嫡男松平定吉の神霊を境内の祠へ勧請した（神号は稚国命）。
- 天保8年（1837年）、12代藩主松平勝善は、松平定勝の神号授与を再度依頼し、東雲大明神の神号が授与され、松山城内の御社へ正式に勧請した。（この年より、松山城山長者が丘に社殿の造営が開始）
- 天保11年（1840年）、社殿が完成し、藩崇敬の神社とした。
- 1880年（明治13年）、県社に列した。
- 1945年（昭和20年）7月の松山空襲で、社殿など数多くの建物が焼失した。
- 1971年（昭和46年）、松山城の西堀端にあった伊勢神宮の分社である松山大神宮を東雲神社の社殿跡地に御奉遷した。
- 1973年（昭和48年）、神明造りの社殿が完成、松山大神宮と東雲神社の神霊が合祀奉斎された。
- 2016年（平成28年）3月、「金彩獅子枝菊和製南蛮胴具足」が発見された[1]。

## 年中行事
- 春季例大祭
- 秋季例大祭

## 文化財
国の重要文化財
短刀 銘 国弘作（松山市文化財課）
太刀 銘 助包（松山市文化財課）

## 所在地情報
所在地
- 愛媛県松山市丸之内73番地1

交通
- 伊予鉄道市内電車大街道停留場下車（坊っちゃん列車に乗降できる）、北へ徒歩5分。（松山城山ロープウェイ乗り場北隣）

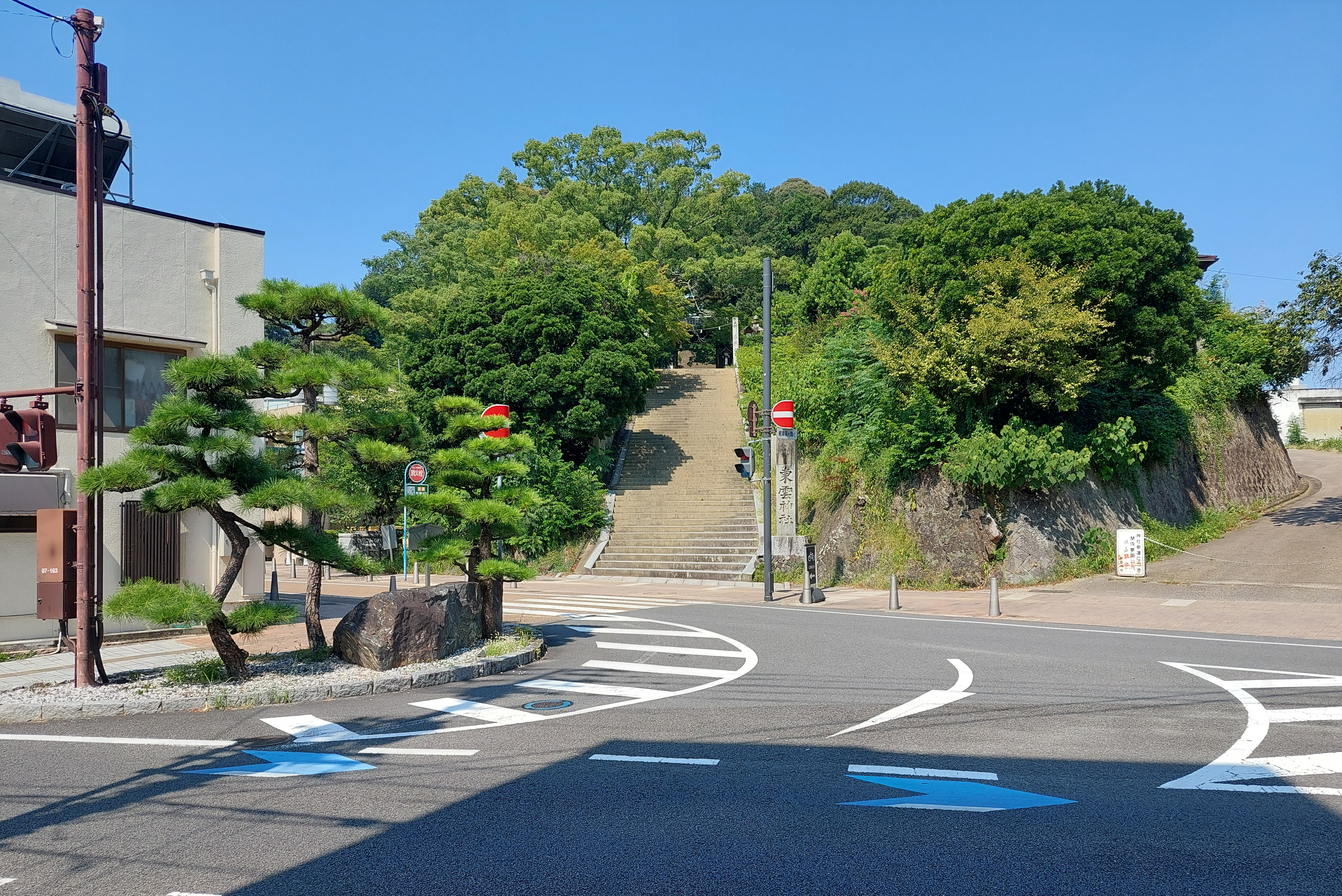
入口
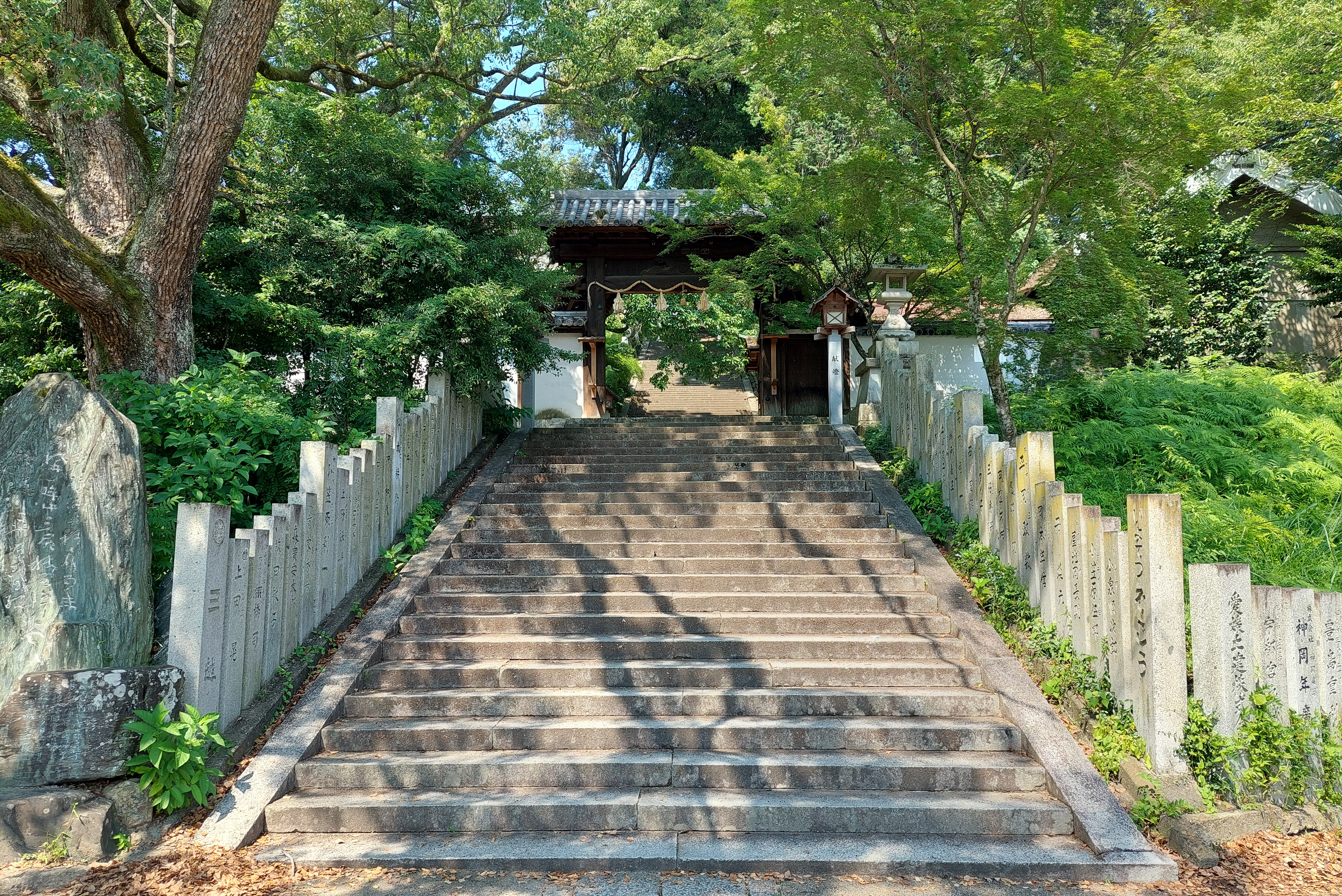
石段
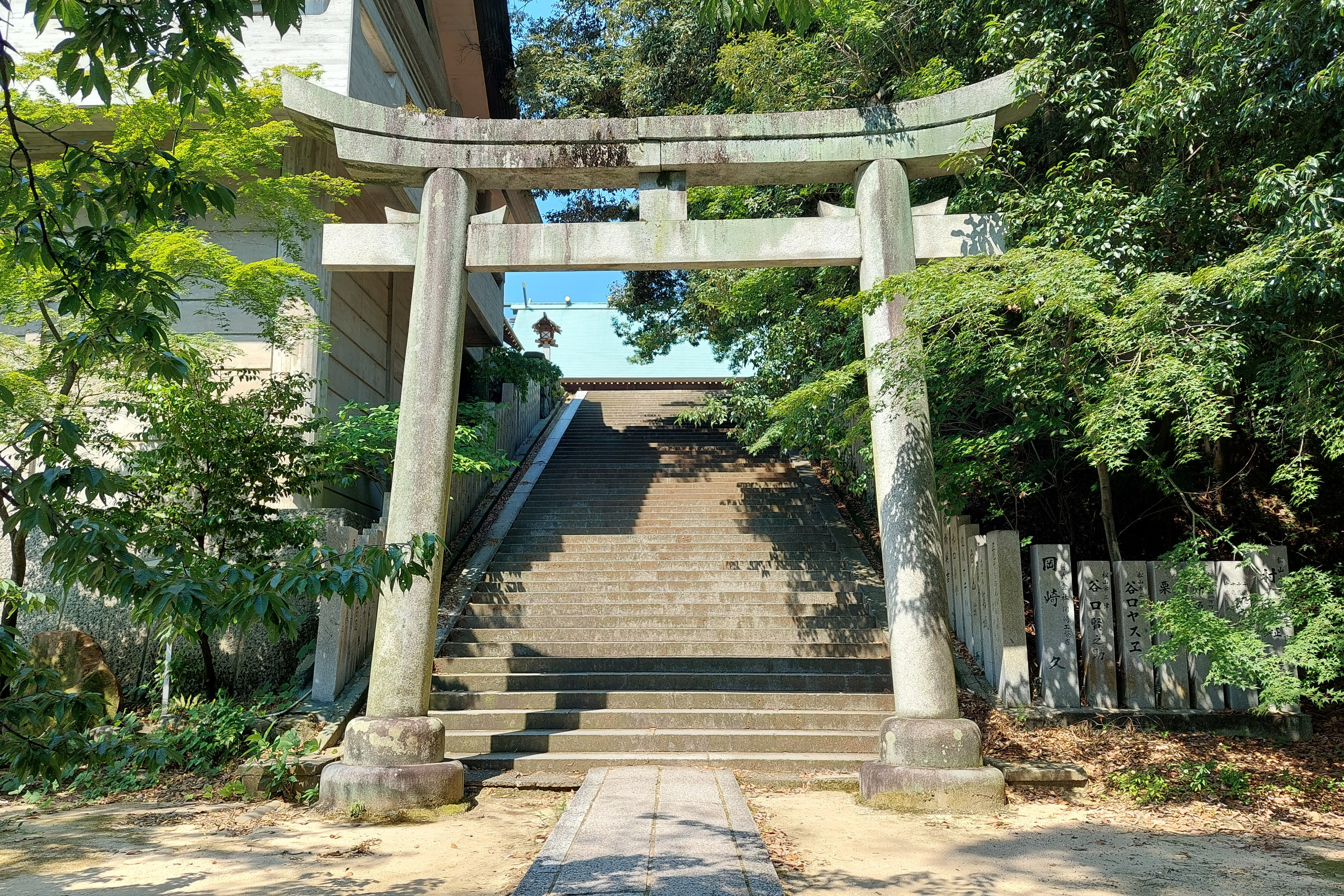
鳥居

## 近郊の施設
- 松山城（ロープウェイ乗り場）
- 坂の上の雲ミュージアム
- 坂の上の雲スペシャルドラマ館
- 大街道バスターミナル
- 大街道商店街
- 萬翠荘